# Monceau-en-Ardenne
Monceau-en-Ardenne is een plaats en deelgemeente van de Belgische gemeente Bièvre. Monceau-en-Ardenne ligt in de provincie Namen en was tot 1 januari 1977 een zelfstandige gemeente.

## Demografische ontwikkeling
- Bronnen:NIS, Opm:1831 tot en met 1970=volkstellingen, 1976= inwoneraantal op 31 december
- 1970: Aanhechting in 1965 van Bellefontaine en Petit-Fays

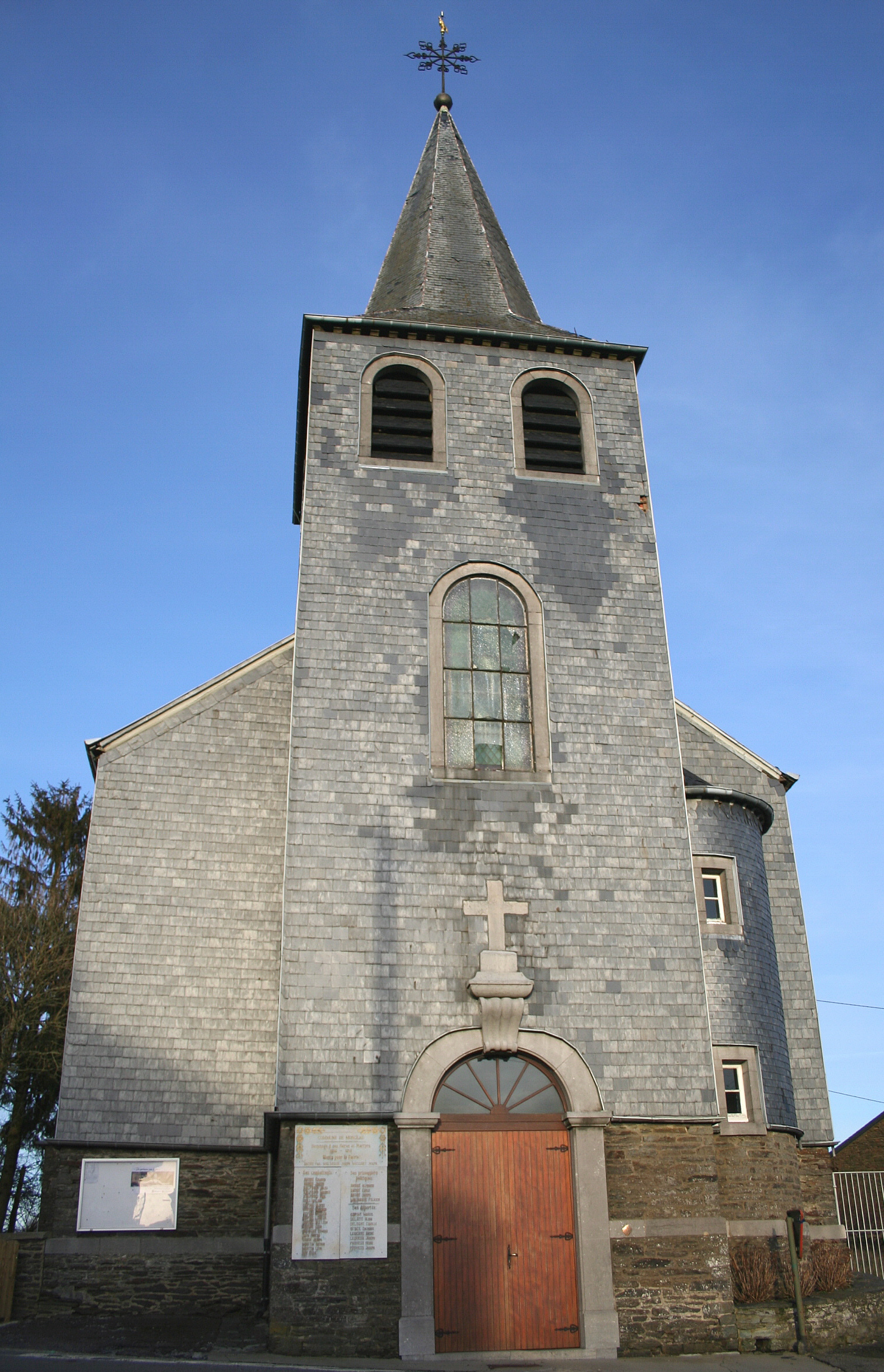
De Sint-Jacobuskerk van Monceau

Deelgemeenten: Baillamont · Bellefontaine · Bièvre · Cornimont · Graide · Gros-Fays · Monceau-en-Ardenne · Naomé · Oizy · Petit-Fays

Overige kern: Six-Planes

Belgische gemeenten · Arrondissement Dinant · provincie Namen · Wallonië